# Romário Leitão
Romário Leitão (nascido em 16 de janeiro de 1997), é um atleta velocista. Competiu nos jogos Olímpicos de Verão de 2016 por São Tomé e Príncipe. Ele disputou a prova de 5000 metros masculinos nas Olimpíadas de 2016, onde terminou em 25º em sua bateria. Ele não avançou para a final.